# Great Vengeance and Furious Fire
Great Vengeance and Furious Fire — дебютний студійний альбом англійського рок-гурту The Heavy, випущений 17 вересня 2007 року у Великій Британії та 8 квітня 2008 року в США компанією Counter Records. Назва альбому є посиланням на репліку персонажа Семюела Л. Джексона Джулса Віннфілда в «Кримінальному чтиві».

## Список композицій
| #     | Назва                    | Тривалість |
| ----- | ------------------------ | ---------- |
| 1.    | «That Kind of Man»       | 3:31       |
| 2.    | «Coleen»                 | 2:59       |
| 3.    | «Set Me Free»            | 3:35       |
| 4.    | «You Don't Know»         | 3:16       |
| 5.    | «Girl»                   | 2:46       |
| 6.    | «Doing Fine»             | 4:28       |
| 7.    | «Our Special Place»      | 2:49       |
| 8.    | «Brukpocket's Lament»    | 2:50       |
| 9.    | «Dignity»                | 2:26       |
| 10.   | «Who Needs the Sunshine» | 4:11       |
| 33:36 |                          |            |